# 박진영 (프로게이머)
박진영(1991년 10월 13일 ~ )은 대한민국의 전직 스타크래프트, 스타크래프트 II 프로게이머 출신 게임 해설자이다. JYP라는 아이디를 사용하며, 종족은 프로토스이다.

## 개요
아마추어 시절에는 삼성 칸 및 화승Oz의 연습생으로 활동하였다.
2010년 상반기 드래프트에서 MBC게임 히어로의 4차 지명으로 입단하였다.
이후 스타크래프트 II가 출시되면서 스타크래프트 II 게이머로 전향하였다.
TSL 창단 당시부터 팀에서 활동했으며 2011년 말 TSL과 결별 이후 2011일 12월 31일 이블 지니어스 입단을 발표했다.
2014년 7월 1일 이블 지니어스와 결별하였으며 동년 7월 4일 Team Spectre에 입단했다.
2014년 8월 2일 Team Spectre에서 탈퇴, 무소속 신분이 되었다.
2015년 2월 12일 공식적으로 은퇴를 발표했다.
2015년 3월 30일 곰eXP의 해설로 합류했음을 공식 발표했다.
2019년 6월 20일 군 입대로 인하여 리그 하차소식을 전했다.

## 주요 성적
- 2009년 제54회 스타크래프트 준프로게이머 선발전 입상
- 2011년 LG시네마3D 스타크래프트2 스페셜리그 3위
- 2011년 SKGaming-Cup 스타크래프트2 부문 우승
- 2011펩시 GSL Aug. 코드 A 8강
- 2011년 Sony Ericsson GSL Oct. 코드 A 8강/승강전/코드 A 잔류
- 2011년 IEM Season VI - Global Challenge Guangzhou 8강
- 2011년 Sony Ericsson GSL Nov. 코드 A 32강
- 2011년 IEM Season VI - World Championship 8강
- 2012년 HomeStory Cup IV 3위
- 2012년 2012 HOT6 GSL Season 1 승강전/코드 S 32강/코드 A 32강
- 2012년 2012 HOT6 GSL Season 2 승강전/코드 A 32강
- 2012년 IPL 4 16강
- 2012년 2012 무슈제이 GSL Season 3 승강전/코드 A 12강
- 2012년 2012 HOT6 GSL Season 4 코드 S 16강/코드 A 24강
- 2012년 2012 HOT6 GSL Season 5 승강전/코드 A 48강
- 2012년 2012 World Esports Masters Cup 준우승
- 2013년 2013 DreamHack Open: Valencia 8강
- 2013년 2013 WCS 코리아 시즌 2 챌린저리그 48강
- 2013년 2013 DreamHack Open: Winter 6강
- 2014년 The Big One 4위